# Karel Velan
Adolf Karel Velan (8. února 1918, Ostrava – 29. září 2017, Montréal) byl kanadský vynálezce, podnikatel a filantrop českého původu.

## Životopis
V roce 1939 dokončil studium strojního inženýrství na VUT v Brně. Během války pracoval v prostějovské továrně WIKOV. V roce 1941 se oženil. Po skončení války založil spolu s Jaroslavem Boučkem společnost Velbo. V roce 1947 založil v Brně vlastní firmu na výrobu automatických textilních strojů.
V roce 1948 emigroval s manželkou a dvěma syny do Švýcarska, kde vynalezl nové řešení odlučovače páry, které přineslo energetickou úsporu 30–50%. V roce 1949 odjel s rodinou do Kanady, kde si v Montréalu pronajal prostory od Tomáše Bati a začal s výrobou odlučovačů páry a průmyslových ventilů a armatur, které prodával ve Spojených státech. Od amerického námořnictva obdržel významnou zakázku pro 850 plavidel včetně ponorek a letadlových lodí. Společnost Velan Inc. se postupně rozšiřovala o další továrny v Kanadě, Spojených státech, Evropě a Asii. Její výrobky se používají v zařízeních na zpracování ropy a plynu, v chemickém průmyslu, v tepelných a jaderných elektrárnách, vojenských plavidlech a rovněž byly použity v amerických raketoplánech.
Za své podnikatelské a úspěchy obdržel Karel Velan celou řadu uznání a ocenění nejen v Kanadě, ale i v zahraničí. Byl spoluzakladatelem Česko-kanadské obchodní komory, kde po dobu 17 let vykonával funkci jejího prezidenta. Spolu s Tomášem Baťou stál také u zrodu Česko-severoamerické obchodní komory založené v Bostonu v roce 1998.
Spolu se svou manželkou Olgou se věnoval dobročinnosti. Spolupracovali s Výborem dobré vůle – Nadací Olgy Havlové a podporovali celou řadu dalších jak krajanských dobročinných projektů, tak také charitativní projekty v Kanadě.
Karel Velan je nejen držitelem mnoha patentů ve strojírenském oboru a úspěšným podnikatelem, ale rovněž se věnoval astrofyzice. Publikoval dvě knihy pojednávající o jeho vlastní teorii vzniku vesmíru. V Quebecu založil dvě muzea věnovaná vesmíru (Velan Cosmolab v Lac-Mégantic, Velan Astronomy Pavillion v Mont-Tremblant).